# Tapio Nurmela
Tapio Juhani Nurmela (ur. 2 stycznia 1975 w Rovaniemi) – fiński narciarz klasyczny specjalizujący się w kombinacji norweskiej, srebrny medalista olimpijski, dwukrotny medalista mistrzostw świata oraz brązowy medalista mistrzostw świata juniorów.

## Kariera
Po raz pierwszy na arenie międzynarodowej Tapio Nurmela pojawił się 5 grudnia 1992 roku w zawodach Pucharu Świata w Vuokatti. Zajął tam 59. miejsce w konkursie rozgrywanym metodą Gundersena. W sezonie 1992/1993 pojawił się jeszcze dwukrotnie, ale punktów nie zdobył i nie został uwzględniony w klasyfikacji generalnej. Pierwsze pucharowe punkty wywalczył 4 grudnia 1993 roku w Saalfelden am Steinernen Meer, zajmując 22. miejsce w Gundersenie. W styczniu 1994 roku, podczas mistrzostw świata Juniorów w Breitenwang, wywalczył indywidualnie brązowy medal w Gundersenie. Już miesiąc później wziął udział w igrzyskach olimpijskich w Lillehammer, indywidualnie zajmując 25. miejsce, a wraz z kolegami był ósmy w sztafecie. W klasyfikacji sezonu 1993/1994 zajął ostatecznie 47. pozycję.
Najlepsze wyniki w Pucharze Świata Nurmela osiągnął w sezonie 1996/1997, który ukończył na piętnastej pozycji. Fin nigdy nie stał na podium indywidualnych zawodów pucharowych - najlepszy wynik osiągnął 29 grudnia 1997 roku w Oberwiesenthal, gdzie był czwarty w sprincie. W lutym 1997 roku wystąpił na  mistrzostwach świata w Trondheim, gdzie był szesnasty w Gundersenie, a wspólnie z Hannu Manninenem, Jarim Mantilą i Samppą Lajunenem wywalczył srebrny medal w drużynie.
W sezonach 1997/1998 i 1998/1999 Nurmela osiągał przeciętne wyniki w rywalizacji pucharowej. Mimo to wystartował na igrzyskach olimpijskich w Nagano w 1998 roku, podczas których Finowie w tym samym składzie co w Trondheim sięgnęli po srebrny medal olimpijski. Po skokach znajdowali się na prowadzeniu i na trasę biegu wyruszyli z przewagą 4 sekund nad Austriakami oraz ośmiu sekund nad Norwegami. W biegu to Norwegowie okazali się najlepsi, Finowie zdołali jednak obronić drugie miejsce. Na mecie do zwycięzców stracili jednak ponad minutę. W starcie indywidualnym Tapio zajął piętnastą pozycję.
Ostatnią duża imprezą w jego karierze były mistrzostwa świata w Ramsau w 1999 roku, gdzie wspólnie z Mantilą, Manninenem i Lajunenem wywalczył złoty medal drużynowo. Indywidualnie Fin plasował się w pierwszej połowie drugiej dziesiątki: w Gundersenie był osiemnasty, a w sprincie dwunasty. W sezonie 1998/1999 trzykrotnie znajdował się w czołowej dziesiątce zawodów pucharowych, najlepszy wynik osiągając 16 stycznia 1999 roku w Libercu, gdzie był siódmy w Gundersenie. Mimo to po zakończeniu sezonu postanowił zakończyć karierę. Ostatni oficjalny występ zanotował 12 marca 1999 roku w Oslo kończąc rywalizację w konkursie metodą Gundersena na 25. pozycji.
Fin startował także w zawodach Pucharu Świata B (obecnie Puchar Kontynentalny). Dwukrotnie stawał na podium tych zawodów: 4 grudnia 1994 roku w norweskim Lillehammer był drugi, a 14 grudnia 1996 roku w Vuokatti był trzeci w Gundersenie. Ponadto zdobył indywidualnie trzy medale mistrzostw Finlandii: złoty w 1997 roku oraz brązowe w 1994 i 1999 roku.

## Osiągnięcia

### Igrzyska olimpijskie
| Miejsce | Dzień     | Rok  | Miejscowość | Konkurencja          | Wynik zwycięzcy | Strata   | Zwycięzca           |
| ------- | --------- | ---- | ----------- | -------------------- | --------------- | -------- | ------------------- |
| 25.     | 19 lutego | 1994 | Lillehammer | Gundersen K-90/15 km | 39:07,9         | +7:51,9  | Fred Børre Lundberg |
| 8.      | 17 lutego | 1994 | Lillehammer | Sztafeta K-90/3x5 km | 1:21.51,8       | +13:27,6 | Japonia             |
| 15.     | 14 lutego | 1998 | Nagano      | Gundersen K-90/15 km | 41:21,1         | +3:10,5  | Bjarte Engen Vik    |
| 2.      | 20 lutego | 1998 | Nagano      | Sztafeta K-90/4x5 km | 54:11,5         | +1:18,9  | Norwegia            |

### Mistrzostwa świata
| Miejsce | Dzień     | Rok  | Miejscowość | Konkurencja          | Wynik zwycięzcy | Strata  | Zwycięzca        |
| ------- | --------- | ---- | ----------- | -------------------- | --------------- | ------- | ---------------- |
| 16.     | 22 lutego | 1997 | Trondheim   | Gundersen K-90/15 km | 43:43,1         | +3:46,8 | Kenji Ogiwara    |
| 2.      | 23 lutego | 1997 | Trondheim   | Sztafeta K-90/4x5 km | 52:18,0         | +55,6   | Norwegia         |
| 18.     | 20 lutego | 1999 | Ramsau      | Gundersen K-90/15 km | 37:04,8         | +4:29,2 | Bjarte Engen Vik |
| 1.      | 25 lutego | 1999 | Ramsau      | Sztafeta K-90/4x5 km | 49:34,2         | -       | -                |
| 12.     | 27 lutego | 1999 | Ramsau      | Sprint K-90/7,5 km   | 17:48,4         | +1:16,4 | Bjarte Engen Vik |

### Mistrzostwa świata juniorów
| Miejsce | Dzień       | Rok  | Miejscowość | Konkurencja         | Wynik zwycięzcy | Strata | Zwycięzca     |
| ------- | ----------- | ---- | ----------- | ------------------- | --------------- | ------ | ------------- |
| 3.      | 26 stycznia | 1994 | Breitenwang | Gundersen K90/15 km | ?               | ?      | Mario Stecher |

### Puchar Świata

#### Miejsca w klasyfikacji generalnej
- sezon 1993/1994: 47.
- sezon 1994/1995: 44.
- sezon 1996/1997: 15.
- sezon 1997/1998: 27.
- sezon 1998/1999: 26.

#### Miejsca na podium chronologicznie
Nurmela nigdy nie stal na podium indywidualnych zawodów Pucharu Świata.

### Puchar Kontynentalny

#### Miejsca w klasyfikacji generalnej
- sezon 1995/1996: 23.

#### Miejsca na podium chronologicznie
| Nr | Data            | Miejscowość | Konkurencja         | Wynik zwycięzcy | Pozycja | Strata | Zwycięzca     |
| -- | --------------- | ----------- | ------------------- | --------------- | ------- | ------ | ------------- |
| 1. | 4 grudnia 1994  | Lillehammer | Gundersen K90/15 km | ?               | 2.      | -      | Halldor Skard |
| 2. | 14 grudnia 1996 | Vuokatti    | Gundersen K90/15 km | ?               | 3.      | ?      | Kari Manninen |